# Kverkfjöll
La catena montuosa del Kverkfjöll (1764 m) si trova sul confine nord-orientale del ghiacciaio Vatnajökull in Islanda.

## Descrizione
La montagna è coperta dal ghiacciaio Kverkjökull e si trova tra il Vatnajökull e l'Askja. Tra queste montagne si trovano ancora vulcani attivi, che con le loro eruzioni causano inondazioni, come avvenuto nel 1720.
La presenza di camere di magma al di sotto di queste montagne porta alla formazione di caverne glaciali, attrazione turistica importante dell'area, ma che non possono essere visitate se non dall'esterno a causa del rischio di crollo.
Nei pressi del Kverkjöll si trova il rifugio di Sigurðarskáli, sede dei ranger dell'altopiano e dotata di un ostello ed un'area campeggio per ospitare turisti. Il rifugio è raggiungibile tramite la Kverkfjallaleið che si collega all'Austurleið per raggiungere o l'Askja, o la Hringvegur.
Un posto da non perdere

## Galleria d'immagini

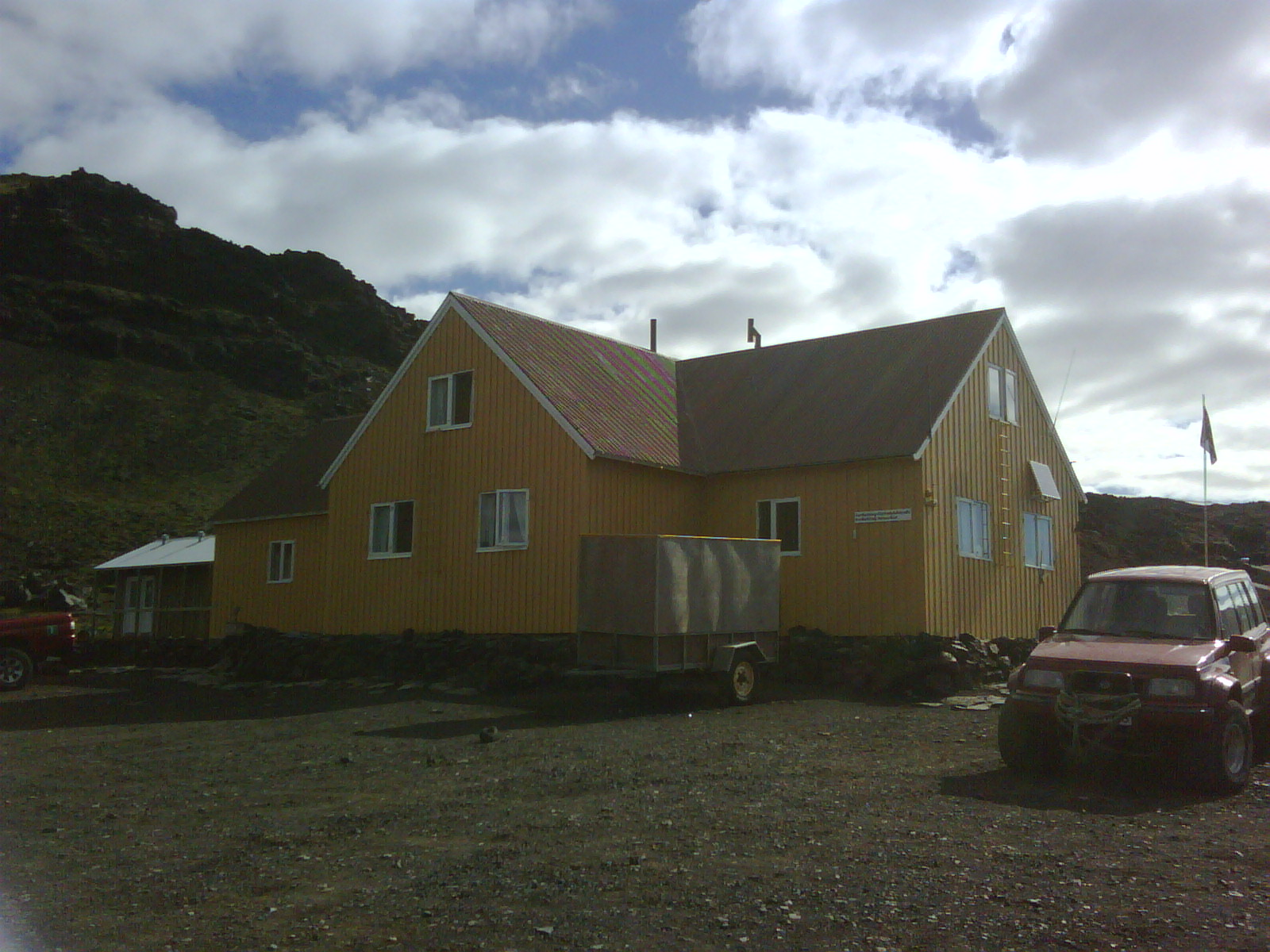
Il rifugio del Sigurðarskáli al Kverkfjöll
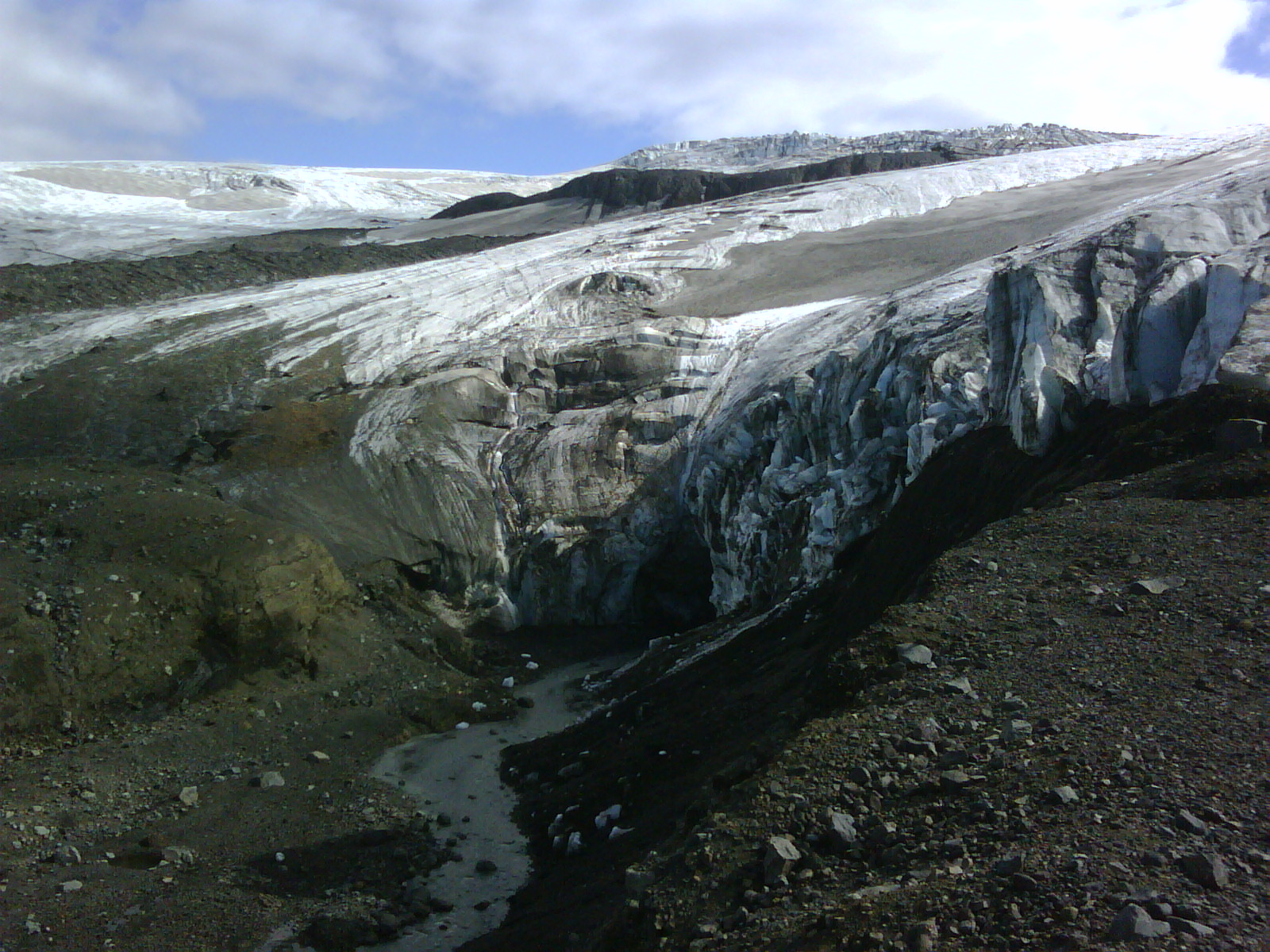
Caverna di ghiaccio al Kverkfjöll
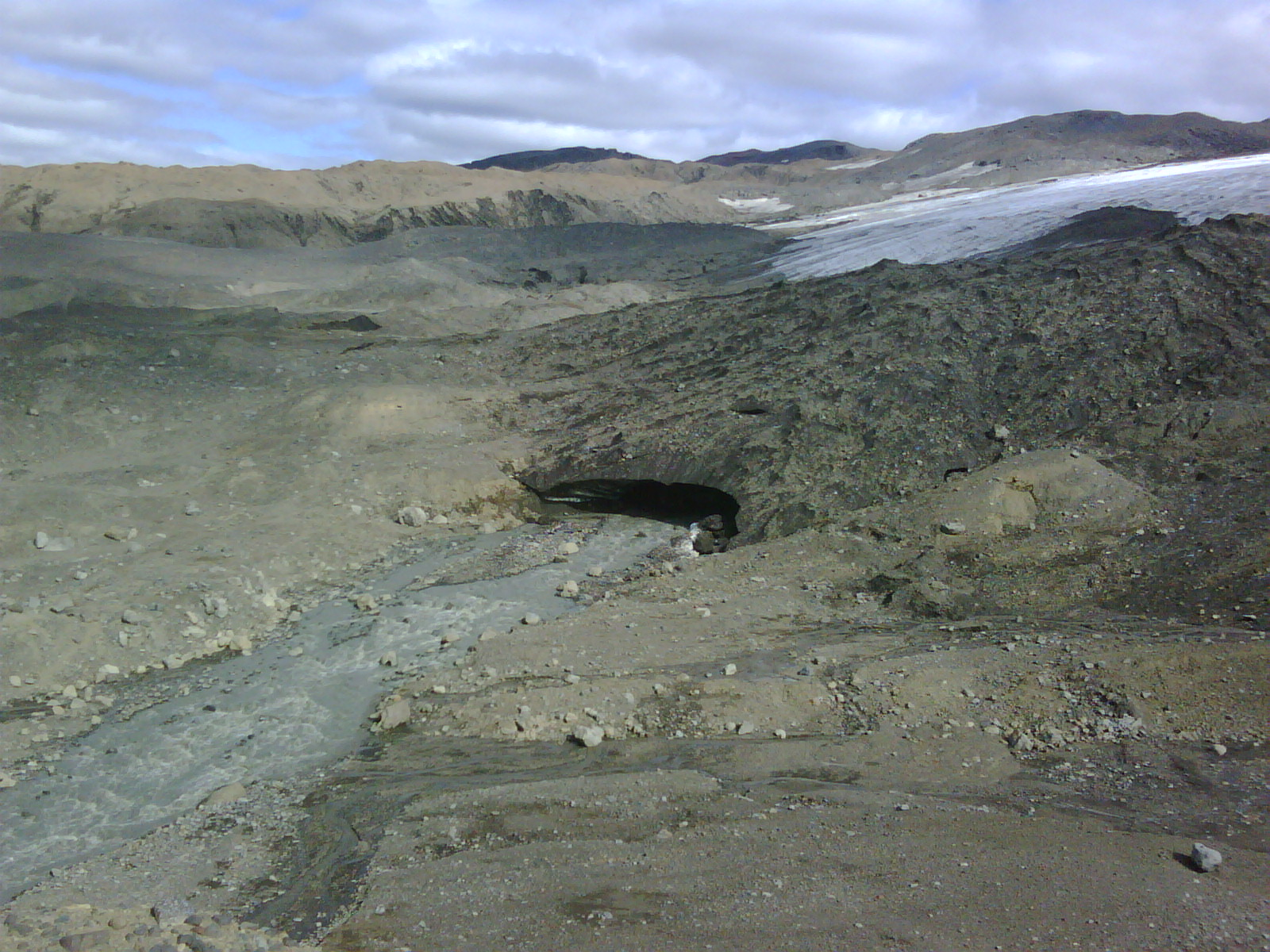
Kverkfjöll
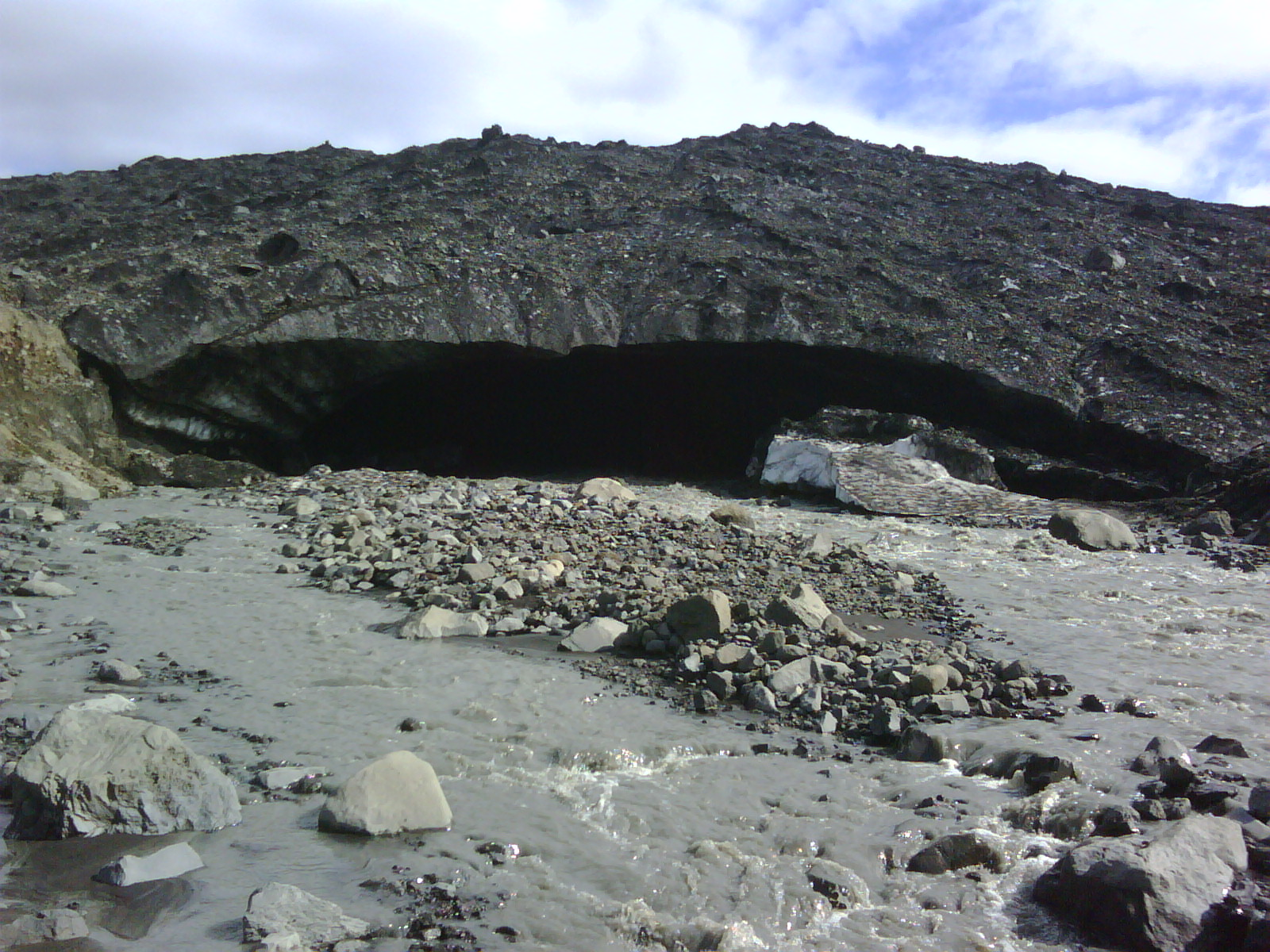
Sorgente al Kverkfjöll
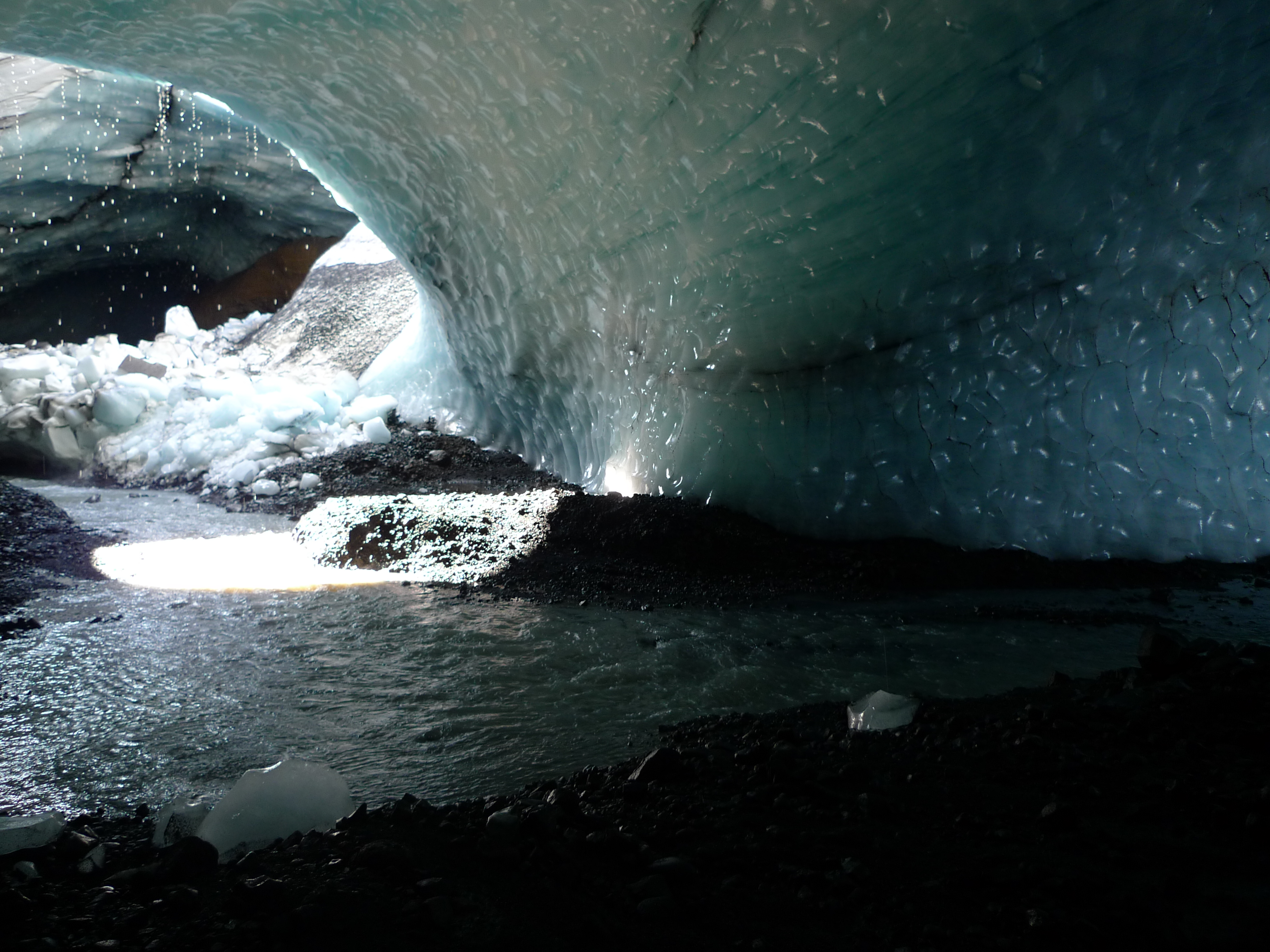
Interno di una caverna di ghiaccio al Kverkfjöll